# 提塞姆西勒特省
提塞姆西勒特省（阿拉伯语：‎）是阿尔及利亚北部的一个省，也是該國的第38個省，首府提塞姆西勒特。境內有塞尼耶哈德國家公園。1984年，阿爾及利亞當局將阿尔及尔省和提亚雷特省的部分地区劃出成立提塞姆西勒特省。
35°36′N 1°49′E / 35.6°N 1.82°E